# Лео Велозо
Леона́рдо «Ле́о» Энри́ке Вело́зо (порт.-браз. Leonardo "Léo" Henrique Veloso; 29 мая 1987, Педру-Леополду, Бразилия) — бразильский футболист, защитник.

## Карьера
Воспитанник футбольной школы «Атлетико Минейро» (Белу-Оризонти). В 2008—2009 годах выступал в клубе «Виллем II» (Тилбург). В 2010—2011 годах защищал цвета ЧФР (Клуж-Напока). С 2012 года — по 2013 год играл в «Черноморце».

## Достижения
- Чемпион Румынии: 2009/10
- Обладатель Кубка Румынии: 2009/10